# Mór Lőwy (rabin)
Mór Lőwy (n. 1854, Mosdós, Imperiul Austriac – d. 25 aprilie 1908, Opatija, Litoralul austriac, Austro-Ungaria) a fost un rabin și tatăl jurnaliștilor Ernő Lengyel și László Lengyel.

## Biografie
Născut în Mosdós, în apropiere de Kaposvár, Mór Lőwy și-a început educația prin studiul limbii ebraice și a Talmudului. A urmat o școală ieșiva din Oradea, în paralel cu studiile sale. La Berlin, el a fost audient la institutul "Hochschule für die Wissenschaft des Judentums" și student la Facultatea de Limbi și Literatură. A obținut doctoratul în limba și filosofia arabă la Würzburg în anul 1879.
La data de 19 octombrie 1879, dr. Mór (Móritz) a fost ales prim-rabin al comunității evreiești din cartierul Cetate din Timișoara. Ceremonia inaugurării sale a atras un interes considerabil în oraș, ajungându-se chiar la un ordin din partea baronului Pulz, vice-mareșal și comandant militar, prin care ofițerii care nu erau în serviciu să participe la festivitate. El era considerat un rabin erudit, cu o profundă conștientizare a misiunii sale, cu un caracter demn și nobil. A îndeplinit diverse funcții și în comunitățile din Fabric și Iosefin, cu toate că acestea din urmă erau comunități independente. A introdus un serviciu religios dedicat tineretului, cu predici în limba maghiară. Avea cunoștințe solide în filozofia orientală, istoria religiilor și Talmud. De asemenea, a fost corespondent pentru mai multe publicații specializate și a publicat mai multe lucrări de istorie și exegeză biblică.
Este demn de menționat că el a fost primul care a redactat și publicat o istorie a evreilor din Timișoara, intitulată "Skizzen zur Geschichte der Juden in Temesvár".
Dedicându-se în special filologiei aramaice, studiile sale au fost publicate în diverse reviste germane, în timp ce lucrările sale teologice, arheologice și filologice au văzut lumina tiparului în publicațiile "Magyar Zsidó Szemle", "IMIT Évkönyve", "Temesvári Történeti és Régészeti Értesítő", "Jüdisches Literaturblatt", "Monatschrift für Geschichte und Wissenschaft des Judentums" și "Magyar Zsinagóga". 
Înmormântarea sa a avut loc în cimitirul evreiesc din Timișoara, unde și-a găsit odihna veșnică.
Soția lui era Hermina Perls.

## In memoriam
O stradă din Timișoara îi poartă numele.

## Lucrări
- Drei Abhandlungen von Josef b. Yehuda (ibn Aknin). Berlin, 1879. (Teza de doctorat)
- Discurs festiv cu ocazia jubileului de 50 de ani al Majestății Sale Regele Franz Josef; ținut în data de 18 august 1880. Timișoara, 1880.
- Discurs funerar cu ocazia serviciului religios de înmormântare desfășurat în sinagoga comunității evreiești din Timișoara, în memoria regretatului moștenitor al tronului, Rudolf, în data de 11 februarie 1889.
- Skizzen zur Geschichte der Juden in Timisoara. Szeged, 1890.
- Über das Buch Jóna. Exegetisch-kriticscher Versuch Ibid. 1892. (Revista Magyar Zsidó Szemle)